# Chasnais

Chasnais este o comună în departamentul Vendée, Franța. În 2009 avea o populație de 646 de locuitori.